# Bataille de Turnhout (1789)
Pour les articles homonymes, voir Bataille de Turnhout.
Révolution brabançonne
Batailles
- Turnhout
- Gand
- Falmagne

La bataille de Turnhout (27 octobre 1789) fut une bataille qui eut lieu à Turnhout entre l'Armée impériale et les patriotes belges, qui lança la révolution brabançonne et donna une indépendance éphémère aux Pays-Bas méridionaux, que les révolutionnaires baptisèrent États-Belgiques-Unis ou Verenigde Nederlandsche Staten, correspondant à la Belgique actuelle mais sans la principauté épiscopale de Liège et le duché de Luxembourg.

## Contexte
L'empereur Joseph II, qui avait créé à Vienne un Bureau Belge pour gérer la tutelle de la Maison d'Autriche sur la Belgique, menait dans ce pays, comme dans les autres provinces du Saint-Empire, une politique de réformes démocratiques profondes. Adepte du fébronianisme, il imposa ses volontés personnelles dans les affaires intérieures de l'Église. Par ailleurs, il publia de nombreux édits pour réformer le droit et l'administration dans le but de renforcer le pouvoir de l'État. Ces lois furent reçues avec réticence par le peuple et l'Église tandis que la bourgeoisie y vit une atteinte à la démocratie locale et à ses droits civils. En réaction, un mouvement de protestation général contre la domination de la maison d'Autriche apparut. En janvier 1789, les États du Brabant et du Hainaut refusèrent de payer l'impôt impérial. L'empereur répliqua le 18 juin 1789 par l'occupation militaire du Hainaut et la suspension de tous les privilèges accordés au duché depuis des siècles.

## Résistance
En mai de cette année fut fondée à Bruxelles la société secrète Pro aris et focis dans le but de préparer la résistance à l'empereur. Dans le même temps, les Brabançons rassemblèrent dans les Provinces-Unies une armée à la tête de laquelle ils placèrent le colonel Jean-André van der Mersch. Face à des troupes impériales surprises, une armée de Brabançons grossie par des volontaires d'autres provinces, remporta la victoire et prit Hoogstraten où Henri van der Noot rendit public le manifeste brabançon le 24 octobre. Il y déclara que l'attaque des Pays-Bas méridionaux était une réaction au parjure de l'empereur qui n'avait pas respecté la charte de la Joyeuse Entrée.

## La bataille de Turnhout

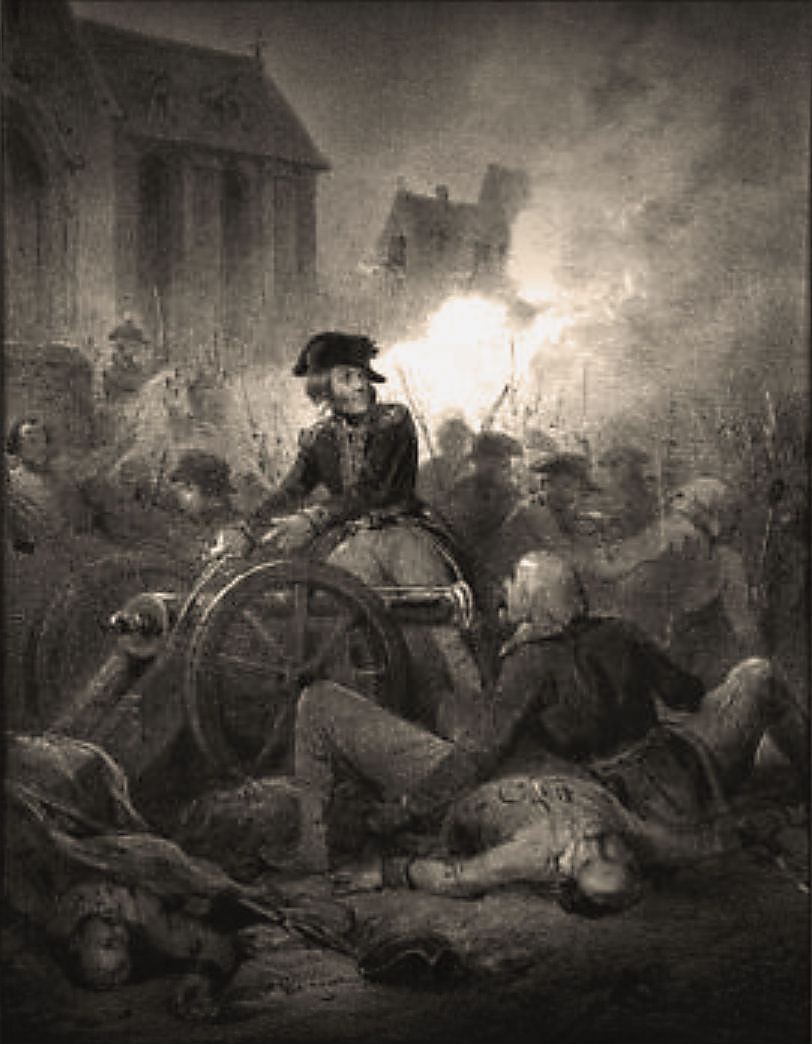
Jean-André van der Mersch, général d'artillerie.

En octobre 1789, une des deux « divisions » de l'armée patriotique marcha vers le Brabant. Elle atteignit et prit facilement Turnhout le 25 ou le 26 au matin. Ces troupes avaient à peine quitté la ville que leurs chefs reçurent des renseignements leur révélant qu'une colonne d'Impériaux se portait à leur rencontre. Le colonel Van der Mersch avait servi dans l'armée impériale après avoir combattu dans l'armée française durant la guerre sept ans. Son expérience lui permettait de comprendre qu'un combat en rase campagne serait perdu d'avance pour ses troupes de révolutionnaires confrontées aux combattants professionnels de l'armée impériale. Il comprit que la meilleure chance de résister à cette armée, et même de la vaincre, était de fortifier la ville pour y combattre l'armée impériale. Là, l'avantage numérique des Impériaux serait réduit et leur pratique de la manœuvre de masse en rase campagne rendue inutile face à des volontaires moins rompus au drill mais capables de tirer parti d'un environnement urbain où toutes les ruses et la souplesse d'adaptation de troupes improvisées pourraient donner à celles-ci la supériorité sur l'ennemi. Van der Mersch savait que, dans de nombreux cas, à travers l'histoire des guerres, les troupes régulières avaient montré leur insuffisance dans les combats de rue.
Fort de son expérience, van der Mersch prépara sa tactique. Avec l'aide des habitants et d'Emmanuel-Joseph Van Gansen, fils d'un brasseur de Westerlo, les patriotes dressèrent des barricades, durant la nuit, en des endroits choisis pour obliger l'ennemi à morceler ses forces. Un groupe prit position sur la place et un autre à l'entrée de la ville près du moulin. Pour le reste de la ville, les révolutionnaires comptaient sur des francs tireurs, tactique qui à l'époque était connue pour être efficace contre des militaires professionnels habitués à combattre en rangs avec des soutiens d'artillerie et une couverture de cavalerie, deux facteurs qui seraient rendus inopérants par l'environnement urbain d'une petite ville aux rues étroites.

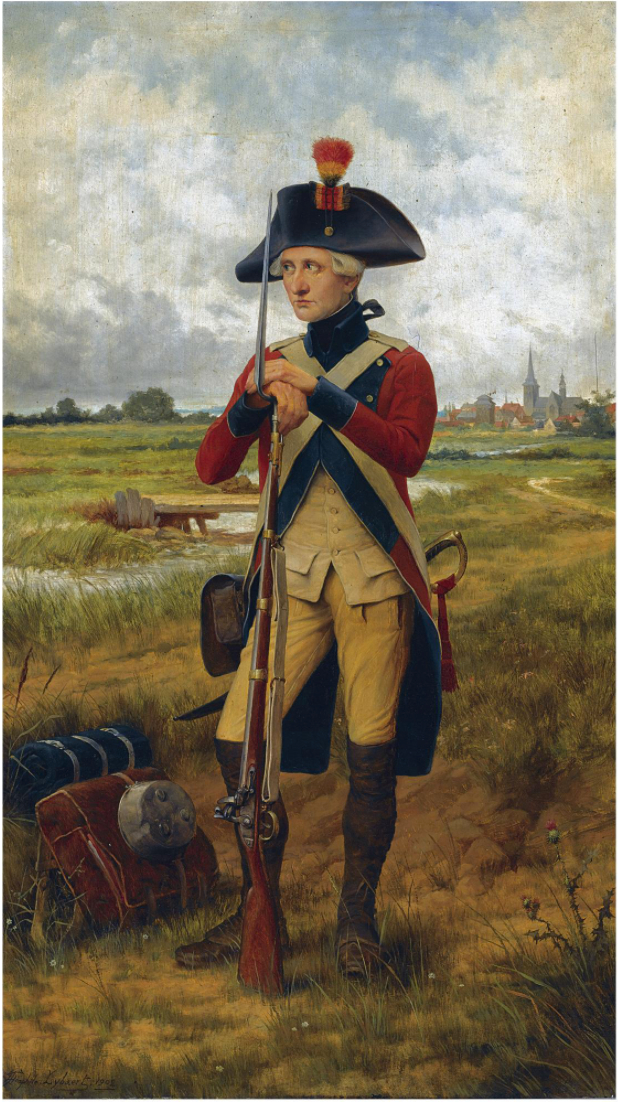
Portrait d'un patriote d'Anvers, symbole de la bataille de Turnhout, par Théophile Lybaert.

La ville de Turnhout fut donc assiégée par les Impériaux commandés par un état-major vraisemblablement rendu confiant par le mépris typique des officiers professionnels pour les soldats amateurs que sont les révolutionnaires. L'attaque eut lieu le 27 octobre. De violents combats eurent lieu et, comme l'avait espéré van der Meersch, les troupes impériales ne surent pas s'organiser pour un combat urbain et durent se retirer au bout de cinq heures.

## Conséquences
La nouvelle de la victoire à Turnhout se répandit dans les Flandres et le Brabant, ce qui accrut la résistance envers l'empire. La révolution brabançonne était devenue un fait. Les Brabançons prirent ensuite Gand, Diest, Tirlemont et Bruxelles. En janvier 1790, l'acte d'union des États belgiques unis était proclamé.

## Commémoration
- Chaque année dans la Gasthuisstraat à Turnhout, où eurent lieu les combats les plus violents, un jeu scénique commémore les faits.
- Un monument de la main de P. Brozius érigé sur la Grand'Place de Turnhout rappelle le fait d'armes.

### Sources
- (nl) Cet article est partiellement ou en totalité issu de l’article de Wikipédia en néerlandais intitulé « Slag bij Turnhout (1789) » (voir la liste des auteurs).
- Joseph Jean De Smet, Histoire de la Belgique, Tome second, Gand, 1822
- Arthur Chuquet, Les Guerres de la Révolution - IV - Jemappes et la conquête de la Belgique (1792-1793), 1890